# 玉镇乡
玉镇乡，是中华人民共和国四川省南充市南部县曾经下辖的一个乡。2019年10月，撤销玉镇乡和千秋乡，将其所属行政区域划归伏虎镇管辖。

## 行政区划
玉镇乡撤销前下辖以下地区：
玉台宫村、青杠嘴村、正觉寺村、大力寨村、老家湾村、石淌坪村、赵安子村、龙台观村、吴家嘴村、双穿井村和宇灵庙村。